# Les Côteaux (Haiti)
Les Côteaux este o comună din arondismentul Les Côteaux, departamentul Sud, Haiti, cu o suprafață de 74,36 km2 și o populație de 19.372 locuitori (2009).